# Fenamifos

Fenamifos

El fenamifos (C13H22NO3PS, etil-3-metil-4-(metiltio)fenil(1-metiletil)fosforamidato) es un cristal orgánico incoloro y fuertemente aromático, utilizado como nematicida en agricultura. Como la mayoría de los tratamientos de este tipo, es fuertemente tóxico para los organismos animales y puede absorberse a través de la piel.
Se utiliza en solución para tratar plantas afectadas por diversas especies de nematodos; su uso en aspersión no está recomendado por el riesgo que implica para los operarios. La exposición máxima permisible es de 0,1 mg por m³ de aire en contacto con la piel. En dosis superiores puede afectar el sistema nervioso, provocando convulsiones, fallo respiratorio, inhibición de la colinesterasa y la muerte.